# Joseph-Alfred Cornudet des Chaumettes
Pour les articles homonymes, voir Cornudet des Chaumettes.
Joseph-Alfred Cornudet des Chaumettes, né le 30 mars 1825 à Paris et mort le 7 juin 1876 à Paris, est un homme politique français.

## Biographie
Fils d'Étienne-Émile Cornudet des Chaumettes, il fait des études de droit et obtient une licence. Propriétaire et conseiller général de la Creuse, il est élu député de la deuxième circonscription de la Creuse au Corps législatif lors d'une élection partielle, après le décès de son prédécesseur, le 11 août 1867 par 18 007 voix sur 22 005 votants et 37 398 inscrits. Membre de la majorité, il est réélu le 24 mai 1869 par 14205 voix sur 24 647 votants et 38 816 inscrits. En 1870, il se prononce pour la guerre. Il perd son mandat de député après la chute du Second Empire.
Marié le 23 janvier 1854 à Valentine Mathieu de La Redoute (23 novembre 1834-3 février 1889), fille de Joseph Charles Maurice, comte Mathieu de La Redoute, et de Louise Honorine Suchet d'Albufera, il est le père d'Émile, Honoré et Jeanne Cornudet des Chaumettes (née à Neuville-sur-Oise en 1859, morte à Issy-les-Moulineaux le 24 juin 1921, supérieure des Religieuses de Saint-Thomas de Villeneuve).